# Vörös József (biológus)
Vörös József (Budapest, 1929. június 13. – 1991. március 22.) professzor, a biológiai tudományok doktora, nemzetközileg ismert mikológus és fitopatológus.
A mikroszkópikus gombák kutatásában eltöltött több mint 40 esztendő során a mikológiában, különösen a növénykórtani szempontból fontos konídiumos gombák (Deuteromycetes, Coelomycetes, Hyphomycetes) taxonómiája terén elévülhetetlen érdemeket szerzett. 17 új taxon leírójaként, nagyszámú új mikológiai adat közzétevőjeként vonult be a mikológia történetébe. Vörös Józsefnek több mint 120 publikációja az antibiotikumok és fungicidek hatásmechanizmusának megismeréséről, új gombafajok leírásáról, a kórokozók biológiájának mélyebb ismereteiről szólnak, ma is korrekt szakmai stílusban, mégis közérthetően, igényességétől áthatva.

## Életrajza
Négygyermekes pedagógus szülők harmadik gyermekeként született Budapesten, itt végezte általános iskolai és gimnáziumi tanulmányait. Ezt követően a Magyar Királyi Pázmány Péter Tudományegyetem (1950-től: Eötvös Loránd Tudományegyetem) Természettudományi Karán tanult tovább 1947 és 1951 között. Bánhegyi József mikológus professzor figyelt fel az ifjú Vörös József tehetségére, elkötelezettsége a mikológiával ebből az időszakból ered. Már az utolsó egyetemi éveiben az MTA ösztöndíjával a Növényrendszertani Intézetben dolgozott. Biológia-kémia szakos tanári diplomával a zsebében a Szőlészeti Kutató Intézetben és az ELTE Mikrobiológiai Intézetben dolgozott gyakornokként, majd 1951-ben egyetemi tanársegéd lett, de még ugyanezen év végétől már a Növényvédelmi Kutatóintézetbe került, amely mindvégig munkahelye volt. 1958-ban szerzett egyetemi doktori címet, majd 1960-ban kandidátusi fokozatot nyert a „Gombagátló antibiotikumok alkalmazása a növényvédelemben” c. disszertációjával.
Vörös József számos országban járt rövidebb-hosszabb tanulmányutakon: az USA-ban, Hollandiában, Japánban, Spanyolországban, Egyiptomban, Angliában, Svédországban, Olaszországban, a szomszédos országokban, olyan időkben, amikor a külföldi utakhoz a szakmai elismerés tekintélye biztosíthatta az útlevelet. Hazai és nemzetközi konferenciákon, nagyszámú előadásban számolt be kutatási eredményeiről.
Vörös az 1970-1988 között az MTA Növényvédelmi Kutatóintézet Növénykórtani Osztályának vezetője volt, 14 tudományos kutató munkatárssal.
Vörös doktor meghívott előadóként rendszeresen tartott előadásokat a nappali és szakmérnök hallgatóknak a Debreceni és a Gödöllői Agrártudományi Egyetemeken, a Kertészeti és Élelmiszeripari Egyetemen, ahol 1981-ben címzetes egyetemi tanári elismerést is kapott.
Munkássága elismeréséül 1961-ben, 1970-ben és 1976-ban megkapta a Mezőgazdaság Kiváló Dolgozója kitüntetést, majd 1980-ban a Munka Érdemrend bronz fokozatát. Az Országos Erdészeti Egyesület „Clusius Emlékérem” (1984) és a Magyar Agrártudományi Egyesület „Horváth Géza Emlékérem” (1986) kedves betetőzői voltak az elismerés-sorozatnak.
Elsősorban befelé élő ember volt, belső feszültségekből életének utolsó 10 évében bőven volt része. Az őt ért méltánytalanságok sokszorosan felerősödve visszhangzottak benne, és nem látott kiutat az eléje tornyosuló akadályok útvesztőjéből.

## Kutatói munkássága
Vörös József fiatal kutatóként 1955 és 1959 között a budapesti Növényvédelmi Kutató Intézetben a növényi betegségek ellen alkalmazható antibiotikumok kutatásával foglalkozott. A „Tricin” szabadalom alapján a Phylaxia Oltóanyagtermelő Vállalat forgalomba hozta a meggy moníliás betegsége ellen különösen hatékony készítményét, egy alkalommal teljes virágzásban kipermetezve a moníliás fertőzés 70-95 százalékos csökkenését érték el. Éveken át alkalmazták e hatékony, ugyanakkor a méhekre, a beporzó rovarokra ártalmatlan készítményt. Később a szintetikus úton gyártott gombaölő szerek a Tricint kiszorították a növényvédelemből.
1975-ben lett a biológiai tudományok doktorává a „Deuteromycetes. A rendszerezés új alapelvei, Magyarország imperfect gombái” c. értekezése alapján, melyben teljes feldolgozást készített a hazánkban regisztrált összes konídiumos gombáról.
Vörös munkásságának közel teljes bibliográfiai adatait Tóth Sándor mikológus (1992) igényes összeállítása tartalmazza. 12 szakkönyv, illetve kézikönyv kapcsolódik szorosan a nevéhez, a nívódíjjal kitüntetett „Mezőgazdasági mykológia” és a „Methods in Plant Pathology” társszerzője, az Ubrizsy Gábor szerkesztette kétkötetes „Növénykórtan” (1965) könyvben Husz Bélával közösen a „Konídiumos gombák” fejezettel társszerzők, a „Magyarország mikroszkópikus gombáinak határozókönyve” c. háromkötetes munka társszerzője és szerkesztője, amely sokáig forrásmű volt a hazai gombataxonómiai eligazodásban. Széleskörű tudományos és közéleti szereplését az Akadémia bizottságaiban, a Magyar Agrárudományi Egyesület (MAE) Növényvédelmi Társaságában, több szakmai folyóirat szerkesztőbizottságában végzett munkája jelzik.
Vörös József tiszteletére és emlékére alapították meg a „Vörös József Emlékérem” kitüntetést a növénykórtannal, mikológiával elkötelezett fiatalok oktatói, kutatói és szervező tevékenységének elismerésére a növénykórtan szakterületen, 2003-ban. Az érem, oklevél, és az egy évnyi megőrzésre megillető „vándor” faragott portré (Prof. Fischl Géza munkája) a fiatal kollégáknak kiemelkedő kutató, oktató. A kitüntetés minden februárban, a Magyar Növényvédelmi Társaság „Növényvédelmi Tudományos Napok (NTN)” rendezvényein, Budapesten kerül átadásra.